# 괴물 (2021년 드라마)
《괴물》은 2021년 2월 19일부터 2021년 4월 10일까지 방송한 JTBC 금토 드라마다.

## 기획의도
'괴물은 누구인가. 너인가. 나인가. 우리인가.' 만양에서 펼쳐지는 괴물 같은 두 남자의 심리 추적 스릴러.

## 제작진 정보

### 연출
- 심나연 : JTBC 드라마 페스타 《한여름의 추억》, JTBC 금토 드라마 《마녀보감》(공동 연출), JTBC 월화 드라마 《열여덟의 순간》

### 극본
- 김수진 : KBS 2TV 수목 드라마 《매드 독》

## 등장 인물

### 주요 인물
- 신하균 : 이동식 (40세, 남) 역

문주시 만양 파출소 1조 1팀 조원, 경사. '만양 파출소 또라이 경사.' 지화와 정제의 초중고 동창.
- 여진구 : 한주원 (27세, 남) 역

경기 서부 경찰청 소속 문주시 만양 파출소 1팀 1조 조장, 경위. '경대의 도련님, 외사과의 도련님, 그냥 혼자 도련님. 미혼.
- 최대훈 : 박정제 (40세, 남) 역

경기 서부청 소속 문주 경찰서 수사지원팀, 경위. '한때 문주의 유명한 꽃뱀, 게으른 베짱이 경찰.' 지화와 동식의 초중고 동창. 해원의 아들.
- 최성은 : 유재이 (28세, 여) 역

만양정육점 사장, '촉촉한 눈망울로 소, 돼지를 단번에 해체하는 칼의 여신.'
- 김신록 : 오지화 (40세, 여) 역

경기 서부청 소속 문주 경찰서 강력계 1팀 팀장, 경위. 동식과 정제의 초중고 동창. 前 문주 여신.

### 만양 파출소
- 천호진 : 남상배 (59세, 남) 역

경기 서부청 소속 문주시 만양 파출소 소장, 경감. 재이의 모친 정임의 첫사랑. 노총각.
- 손상규 : 조길구 (52세, 남) 역

경시 서부청 소속 문주시 만양 파출소 1팀, 경사. 근속연수 5개월 더 채우면 경위가 되는 만년 경사.
- 백석광 : 황광영 (34세, 남) 역

경기 서부청 소속 문주시 만양 파출소 1팀 팀장, 경위.
- 남윤수 : 오지훈 (26세, 남) 역

경기 서부청 소속 문주시 만양 파출소 1팀, 순경. 지화의 늦둥이 남동생.

### 만양 사람들
- 길해연 : 도해원 (65세, 여) 역

경기도 시의원, 문주 시장 예비 후보. 정제의 어머니. 학교법인 광효학원 이사장. 미모의 소유자. 소녀 시절부터 야망 빼면 시체. Girls be ambitious!!
- 이규회 : 강진묵 (45세, 남) 역

'만양슈퍼' 주인, 민정의 아버지.
- 강민아 : 강민정 (21세, 여) 역

만양슈퍼 주인 진묵의 딸, 서울 E여대 1학년. 동식에게는 조카 같은 존재.
- 김히어라 : 방주선 역

연쇄 살인 첫 피해자. 20년 전 이유연이 실종되던 시점에 문주천 갈대 밭에서 열 손가락의 끝 마디가 잘린 시신으로 발견된 여인.
- 정재진 : 방호철 역

치매노인. 방주선의 아버지
- 김비비 : 한정임 역

유재이의 어머니. 연쇄 살인 피해자.
- 강유석 : 임규석 역

JSB 기자. 기레기. 조회수 확보를 위해서 라면 수단과 방법을 가리지 않는 사람인 듯하다.
- 문주연 : 이유연 역

동식의 이란성 쌍둥이 여동생

### 외지인
- 장성범 : 이상엽 역

이동식의 서울경찰청 광역수사대 시절의 후배 형사이자 파트너. 닉네임 짐짝. 연쇄 살인 사건 희생자의 지인이기도 했던 터라 범인 검거에 누구보다 적극적이었다.
- 허성태 : 이창진 (49세, 남) 역

'JL건설' 대표, 지화의 전남편. 문주 드림타운 개발 대책위원회 위원장. 신도시 개발의 입지 전적인 인물. 로비의 일인자.
- 최진호 : 한기환 (58세, 남) 역

현 경찰청 차장, 치안정감. 주원의 아버지. 대대로 경찰 집안. 차기 경찰청장 유력 후보.
- 박지훈 : 권혁 (34세, 남) 역

경기 서부지검 문주지청 검사, 주원의 고등학교 시절 과외 선생님. 과일 도매업 하는 집의 장남. 주원과 형 동생하는 사이로 발전했다.
- 심완준 : 강도수 역

경기 서부청 소속 문주 경찰서 강력계 형사
- 정규수 : 정철문 역

경기서부 문주경찰서장
- 서정식 : 곽오섭 역

경기서부 문주경찰서 강력계장
- 최찬호
- 박보경 : 임선녀 역

경기서부경찰청 과학수사계 경장. 강도수의 아내. 만양에서 발견된 변사체들의 초기 수사를 전담하고 있다.
- 차청화 : 이금화 역

연쇄 살인 피해자. 이동식과 한주원이 발견한 백골 사체의 정체. 불법 체류자 신분이라는 약점을 잡아 한주원이 이 사람을 ‘수사 미끼’로 이용했다.
- 조지승 : 윤미혜 역 (젊은 시절 : 주예은)

유흥업소 종사자 출신인 강진묵의 가출한 아내, 강민정의 친모.
- 우정원 : 이수연 역

한주원의 어머니, 한기환의 아내. 오일건설 오너의 막내딸로 동거까지 할 정도로 사랑했던 다른 남자가 있었음에도 (정황상 강제로) 한기환과 정략 결혼했다.

### 특별 출연
- 이도현 : 20년 전 이동식 역

## 시청률
최저 시청률과 최고 시청률은 시청률 조사회사와 지역별로 시청률에 차이가 있을 수 있습니다.
| 2021년      | 2021년      | 2021년         | 2021년       |
| 회차        | 방송일      | AGB 시청률     | AGB 시청률   |
| 회차        | 방송일      | 대한민국(전국) | 서울(수도권) |
| ----------- | ----------- | -------------- | ------------ |
| 제1회       | 2월 19일    | 4.451%         | 5.232%       |
| 제2회       | 2월 20일    | 3.948%         | 4.854%       |
| 제3회       | 2월 26일    | 4.330%         | 4.920%       |
| 제4회       | 2월 27일    | 4.204%         | 5.179%       |
| 제5회       | 3월 5일     | 3.765%         | 4.237%       |
| 제6회       | 3월 6일     | 4.442%         | 4.881%       |
| 제7회       | 3월 12일    | 4.172%         | 4.721%       |
| 제8회       | 3월 13일    | 5.356%         | 6.490%       |
| 제9회       | 3월 19일    | 4.651%         | 5.498%       |
| 제10회      | 3월 20일    | 5.502%         | 6.311%       |
| 제11회      | 3월 26일    | 4.682%         | 5.385%       |
| 제12회      | 3월 27일    | 4.279%         | 5.118%       |
| 제13회      | 4월 2일     | 5.021%         | 5.840%       |
| 제14회      | 4월 3일     | 5.302%         | 6.317%       |
| 제15회      | 4월 9일     | 5.355%         | 6.351%       |
| 제16회      | 4월 10일    | 5.991%         | 6.666%       |
| 평균 시청률 | 평균 시청률 | 4.716%         | 5.500%       |

## 수상 및 후보
| 연도 | 시상식              | 부문                     | 수상자 | 결과 | 출처 |
| ---- | ------------------- | ------------------------ | ------ | ---- | ---- |
| 2021 | 제57회 백상예술대상 | TV부문 드라마 작품상     | 괴물   | 수상 |      |
| 2021 | 제57회 백상예술대상 | TV부문 극본상            | 김수진 | 수상 |      |
| 2021 | 제57회 백상예술대상 | TV부문 예술상            | 장종경 | 후보 |      |
| 2021 | 제57회 백상예술대상 | TV부문 남자 조연상       | 최대훈 | 후보 |      |
| 2021 | 제57회 백상예술대상 | TV부문 여자 신인연기상   | 최성은 | 후보 |      |
| 2021 | 제57회 백상예술대상 | TV부문 남자 최우수연기상 | 신하균 | 수상 |      |
| 2021 | 제57회 백상예술대상 | TV부문 연출상            | 심나연 | 후보 |      |

## 같이 보기
- 대한민국의 텔레비전 드라마 목록 (ㄱ)
- 2021년 대한민국의 텔레비전 드라마 목록